# Hotel Bellevue Tlapák
Hotel Bellevue - Tlapák je funkcionalistický hotel postavený v první polovině 30. let 20. století ve střední části lázeňského parku v Poděbradech. Hotel byl navržen Ing. Arch. Františkem Tlapákem, který se také stal jeho prvním majitelem a provozovatelem. Po svém dokončení budova nesla název Parkhotel Tlapák.
V bezprostřední blízkosti hotelu se nacházejí květinové hodiny, patřící od 40. let minulého století k symbolům města.
V letech 1939–1945 byl hotel uzavřen a následně v roce 1948 znárodněn. Pod novým názvem Dům Fučík se stal součástí státní společnosti Lázně Poděbrady.
V roce 1991 byl objekt, v rámci restituce, vrácen dědičce po architektu Tlapákovi. Následná rekonstrukce původní budovy Tlapák a její rozšíření o nové budovy Homér a Jiřík, vytvořily současnou podobu hotelového komplexu. Jeho provozovatelem byla společnost TICO IFC, a.s.
Součástí hotelového komplexu je balneorehabilitační centrum s možností lékařské a rehabilitační péče. Do budovy je zavedena minerální voda Poděbradka.
V roce 2017 byl hotel rekonstruován a jeho novým provozovatelem se stala společnost Lázně Poděbrady, a. s.